# 喀麦隆国徽
喀麥隆國徽為盾徽。其顏色和五角星與國旗同。紅色塊上尚有喀麥隆的版圖、天秤和劍。盾後交叉擺著一對束棒，上方以法、英兩語書以國家格言「和平、勞動、祖國」。綬帶上書以國名。